# Classe L et M
Pour les autres classes de navires du même nom, voir classe L et classe M.
La classe L et M est une série de 16 destroyers construite pour la Royal Navy et lancée entre 1939 et 1942. Elle a servi durant la Seconde Guerre mondiale.

## Conception
Conçus à partir de la fin des années 1930, ces bâtiments étaient une première sorte de classe « d’urgence ». Ordonné dans le cadre de la programmation navale de 1937 (classe L) et de 1939 (classe M), ils ont été conçus rapidement d'après la classe J, K et N. Ils étaient cependant plus grands et plus puissants, adoptant un armement toujours en tourelles doubles, mais de pièces de 120 mm de calibre 50 (Mark. XI) au lieu de 45, à tir rapide. Pour améliorer la stabilité, ils revenaient à des bancs de tubes lance-torpilles quadruples. Mais les nouveaux affûts étaient longs à mettre au point, de telle sorte que les quatre premiers de la classe L furent terminés dans l’urgence avec un armement de 8 pièces de 101 mm à vocation antiaérienne/anti-navires en 4 tourelles doubles.
On déposa également les bancs arrière de tubes lance-torpilles au profit de cette même tourelle sur la plupart des unités achevées en 1941, mais certaines revinrent à leurs 8 tubes lance-torpilles. En 1942, on commença à monter des canons Oerlikon de 20 mm, de 6 à 10 en 1944-45. Le HMS Mahratta fut le dernier à être achevé en 1943 : il fut transféré d’urgence dans un autre chantier après la destruction du chantier naval Scotts par la Luftwaffe.
Les deux chef de flottille sont quasi identiques au reste de la classe.

## Service
Les pertes furent également de plus de 50 % des unités engagées : Six navires du groupe L ont été perdus. Le groupe M a servi dans la Home Fleet jusqu'en 1944 puis a été transféré en Méditerranée. Trois de cette flottille ont été perdus et quatre ont été vendus à la Turquie en 1959.

### Projet de modernisation en frégate type 62
En 1949, un projet de conversion de destroyer en piquet radar fut proposé. Ces navires devaient avoir le radar d’interception 982/983, un affût double de 102 mm (remplacé en décembre 1953 par un affût américain de 76 mm calibre 50, un squid ainsi que les sonars type 162 et 166. La vitesse estimée devait être de 28 nœuds avec un déplacement à pleine charge de 3 000 tonnes et un rayon d’action de 3 000 milles à 15 nœuds. Un total de 12 conversions divisées en deux groupes était prévu : les 5 de la classe M plus les destroyers Myngs, Kempenfelt, Troubridge, Wager, Whelp, Savage et Grenville. Les navires de la classe M plus larges semblaient les plus aptes à supporter de gros radars tandis que les autres pouvaient supporter deux type 277 Q. Le Grenville endommagé dans une collision fut remplacé par l'Ursa.
Il devient rapidement évident que seuls les "M" étaient assez larges pour pouvoir supporter le poids des radars, en conséquence les emergency destroyers furent reversés dans le programme de conversion type 15 / type 16. Finalement cette conversion fut jugée trop onéreuse pour des navires anciens et en mauvaises conditions matérielles, le projet étant définitivement abandonné en mai 1954.

## Les bâtiments

### Les destroyers du groupe L
| Nom                       | Pennant number | Lancement        | Service effectif | Chantier naval                                       | Fin de carrière                         | Photo |
| ------------------------- | -------------- | ---------------- | ---------------- | ---------------------------------------------------- | --------------------------------------- | ----- |
| HMS Laforey               | G99            | 15 février 1941  | 26 août 1941     | Yarrow Shipbuilders Scotstoun                        | torpillé le 30 mars 1944                |       |
| HMS Lance                 | G87            | 28 novembre 1940 | 13 mai 1941      | Yarrow Shipbuilders Scotstoun                        | bombardé le 9 avril 1942                |       |
| HMS Gurkha (ex-HMS Larne) | G63            | 8 juillet 1940   | 18 février 1941  | Cammell Laird Birkenhead                             | torpillé le 17 janvier 1942             |       |
| HMS Lively                | G40            | 29 janvier 1941  | 20 juillet 1941  | Cammell Laird Birkenhead                             | coulé le 11 mai 1942                    |       |
| HMS Legion                | G74            | 26 décembre 1939 | 19 décembre 1940 | Hawthorn Leslie and Company Hebburn                  | torpillé le 26 mars 1942                |       |
| HMS Lightning             | G55            | 22 avril 1940    | 28 mai 1941      | Hawthorn Leslie and Company Hebburn                  | torpillé le 12 mars 1943                |       |
| HMS Lookout               | G32            | 4 novembre 1940  | 30 janvier 1942  | Scotts Shipbuilding and Engineering Company Greenock | vendu pour démolition le 6 janvier 1948 |       |
| HMS Loyal                 | G15            | 8 octobre 1940   | 31 octobre 1942  | Scotts Shipbuilding and Engineering Company Greenock | vendu pour démolition en 1948           |       |

### Les destroyers du groupe M
| Nom                                      | Pennant number | Lancement        | Service effectif  | Chantier naval                                         | Fin de carrière                           | Photo |
| ---------------------------------------- | -------------- | ---------------- | ----------------- | ------------------------------------------------------ | ----------------------------------------- | ----- |
| HMS Milne Alp Arslam (1959-70)           | G14            | 30 décembre 1941 | 6 août 1942       | Scotts Shipbuilding and Engineering Company Greenock   | vendu à La Turquie                        |       |
| HMS Mahratta (ex-HMS Marksman)           | G23            | 28 juillet 1942  | 8 avril 1943      | Scotts Shipbuilding and Engineering Company Greenock   | coulé le 25 février 1944                  |       |
| HMS Musketeer                            | G86            | 4 septembre 1941 | 18 septembre 1942 | Fairfield Shipbuilding and Engineering Company Glasgow | vendu pour démolition le 3 septembre 1955 |       |
| ORP Orkan (ex-HMS Myrmidon)              | G90            | 2 décembre 1941  | 18 novembre 1942  | Fairfield Shipbuilding and Engineering Company Glasgow | coulé le 8 octobre 1943                   |       |
| HMS Matchless Kılıç Ali Paşa (1959-71)   | G52            | 4 septembre 1941 | 26 février 1942   | Alexander Stephen and Sons Govan                       | vendu à la Turquie                        |       |
| HMS Meteor Piyale Pasha (1959-79)        | G74            | 3 novembre 1941  | 12 août 1942      | Alexander Stephen and Sons Govan                       | vendu à la Turquie                        |       |
| HMS Marne Mareşal Fevzi Çakmak (1959-70) | G35            | 30 octobre 1940  | 2 décembre 1941   | Vickers-Armstrongs Newcastle upon Tyne                 | vendu à la Turquie                        |       |
| HMS Martin                               | G44            | 12 décembre 1940 | avril 1942        | Vickers-Armstrongs Newcastle upon Tyne                 | torpillé le 10 novembre 1942              |       |